# تپه خان‌آباد۲
تپه خان آباد۲ در استان قزوین، شهرستان بوئین‌زهرا، بخش مرکزی، روستای خان آباد واقع شده و این اثر در تاریخ ۲۵ اسفند ۱۳۸۰ با شمارهٔ ثبت ۵۴۷۰ به‌عنوان یکی از آثار ملی ایران به ثبت رسیده است.